# Ouzal
Ouzal est une localité du Cameroun située dans le département du Mayo-Tsanaga et la Région de l'Extrême-Nord, à proximité du mont Oupay et de la frontière avec le Nigeria. Elle fait partie de l'arrondissement de Mayo-Moskota et du canton de Moskota.

## Population
En 1966-1967, la localité comptait 883 habitants, des Mafa. À cette date elle accueillait un marché régional hebdomadaire qui se tenait le lundi, ainsi qu'un marché d'arachide. Elle disposait d'une école publique à cycle incomplet.
Lors du recensement de 2005, on y a dénombré 1 556 personnes.

## Infrastructures
La localité dispose d'un lycée public général qui accueille les élèves de la 6e à la Terminale.